# Султанка (рід)
Султа́нка (Porphyrio) — невеликий рід птахів родини пастушкових. Характерні риси — короткий високий  дзьоб з овальними або округлими ніздрями, дуже довгі пальці, при цьому середній палець довший плесна.  

## Класифікація
У роді султанка (Porphyrio) 10 існуючих видів:
- Султанка пурпурова (Porphyrio porphyrio)
- Султанка зеленоспинна (Porphyrio madagascariensis)
- Султанка сіроголова (Porphyrio poliocephalus)
- Султанка зондська (Porphyrio indicus)
- Султанка філіпінська (Porphyrio pulverulentus)
- Султанка австралійська (Porphyrio melanotus)
- Такахе південний (Porphyrio hochstetteri)
- Султанка африканська (Porphyrio alleni)
- Султанка американська (Porphyrio martinica)
- Султанка жовтодзьоба (Porphyrio flavirostris)

Вимерлі види:
- †Султанка біла (Porphyrio albus )
- †Porphyrio coerulescens
- †Porphyrio paepae
- †Такахе північний (Porphyrio mantelli)
- †Porphyrio kukwiedei
- †Porphyrio mcnabi

Крім того, відомо декілька неописаних субфосильних видів з островів Океанії.